# Michael Paul
Michael Paul (né le 28 mars 1957) est un athlète trinidadien, spécialiste du 400 mètres.

## Biographie
Il se classe 7e du 400 m lors des championnats du monde 1983.
Il obtient la médaille d'argent du relais 4 x 400 m aux Jeux d'Amérique centrale et des Caraïbes de 1978 et 1986.